# Japonské třítisícovky
Japonské třítisícovky jsou skupina 21 japonských hor s nadmořskou výškou nad 3000 metrů a prominencí (převýšením od klíčového sedla) nad 50 metrů. Nejvyšší z nich je nejvyšší japonská hora Fudži (3776 m).
Třítisícovky se rozkládají ve třech oblastech:
- pohoří Hida (též Severní Japonské Alpy) - celkem 10 hor
- pohoří Akaishi (též Jižní Japonské Alpy) - celkem 9 hor
- samostatné hory - Fudži a Ontake

| #   | Fotka | Hora        | Výška  | Promi- nence | Izolace | Prefektura         | Pohoří  | Japonsky |
| --- | ----- | ----------- | ------ | ------------ | ------- | ------------------ | ------- | -------- |
| 01. |       | Fudži       | 3776 m | 3776 m       | 2077 km | Šizuoka / Jamanaši | –       | 富士山   |
| 02. |       | Kita        | 3193 m | 2237 m       | 0056 km | Jamanaši           | Akaishi | 北岳     |
| 03. |       | Hotaka      | 3190 m | 2305 m       | 0087 km | Gifu / Nagano      | Hida    | 穂高岳   |
| 04. |       | Aino        | 3189 m | 0299 m       | 0003 km | Šizuoka / Jamanaši | Akaishi | 間ノ岳   |
| 05. |       | Yari        | 3180 m | 0432 m       | 0006 km | Gifu / Nagano      | Hida    | 槍ヶ岳   |
| 06. |       | Warusawa    | 3141 m | 0741 m       | 0017 km | Šizuoka            | Akaishi | 悪沢岳   |
| 07. |       | Akaishi     | 3120 m | 0421 m       | 0005 km | Nagano / Šizuoka   | Akaishi | 赤石岳   |
| 08. |       | Karasawa    | 3110 m | 0127 m       | 0001 km | Gifu / Nagano      | Hida    | 涸沢岳   |
| 09. |       | Kitahotaka  | 3106 m | 0106 m       | 0001 km | Gifu / Nagano      | Hida    | 北穂高岳 |
| 10. |       | Ōbami       | 3101 m | 0081 m       | 0001 km | Gifu / Nagano      | Hida    | 大喰岳   |
| 11. |       | Maehotaka   | 3090 m | 0150 m       | 0001 km | Nagano             | Hida    | 前穂高岳 |
| 12. |       | Naka        | 3084 m | 0054 m       | 0001 km | Gifu / Nagano      | Hida    | 中岳     |
| 13. |       | Arakawa     | 3083 m | 0153 m       | 0002 km | Šizuoka            | Akaishi | 荒川岳   |
| 14. |       | Ontake      | 3067 m | 1707 m       | 0046 km | Gifu / Nagano      | –       | 御嶽山   |
| 15. |       | Nishinōtori | 3051 m | 0261 m       | 0002 km | Šizuoka / Jamanaši | Akaishi | 西農鳥岳 |
| 16. |       | Shiomi      | 3047 m | 0505 m       | 0007 km | Nagano / Šizuoka   | Akaishi | 塩見岳   |
| 17. |       | Minami      | 3033 m | 0083 m       | 0001 km | Gifu / Nagano      | Hida    | 南岳     |
| 18. |       | Senjō       | 3032 m | 0733 m       | 0007 km | Nagano / Jamanaši  | Akaishi | 仙丈ヶ岳 |
| 19. |       | Norikura    | 3026 m | 1236 m       | 0022 km | Gifu / Nagano      | Hida    | 乗鞍岳   |
| 20. |       | Tate        | 3015 m | 0865 m       | 0026 km | Tojama             | Hida    | 立山     |
| 21. |       | Hijiri      | 3013 m | 0463 m       | 0005 km | Nagano / Šizuoka   | Akaishi | 聖岳     |

Další nejvyšší japonskou horou je Tsurugi, která má výšku 2999 m, tedy těsně pod třítisícimetrovou hranicí.